# Load (film)
|  | Denne artikel er oprettet af botten Steenthbot ud fra en ekstern database. Den kan derfor have sproglige fejl eller mangler. Denne skabelon kan fjernes efter kontrol af indholdet. |

Load er en dansk kortfilm fra 2012 instrueret af David René Christensen.

## Handling
En arbejdsnarkoman føres ud på en rejse, der ændrer hans opfattelse af livet, arbejdet og alle forpligtelserne.